# 聖雅各伯教堂 (列日)

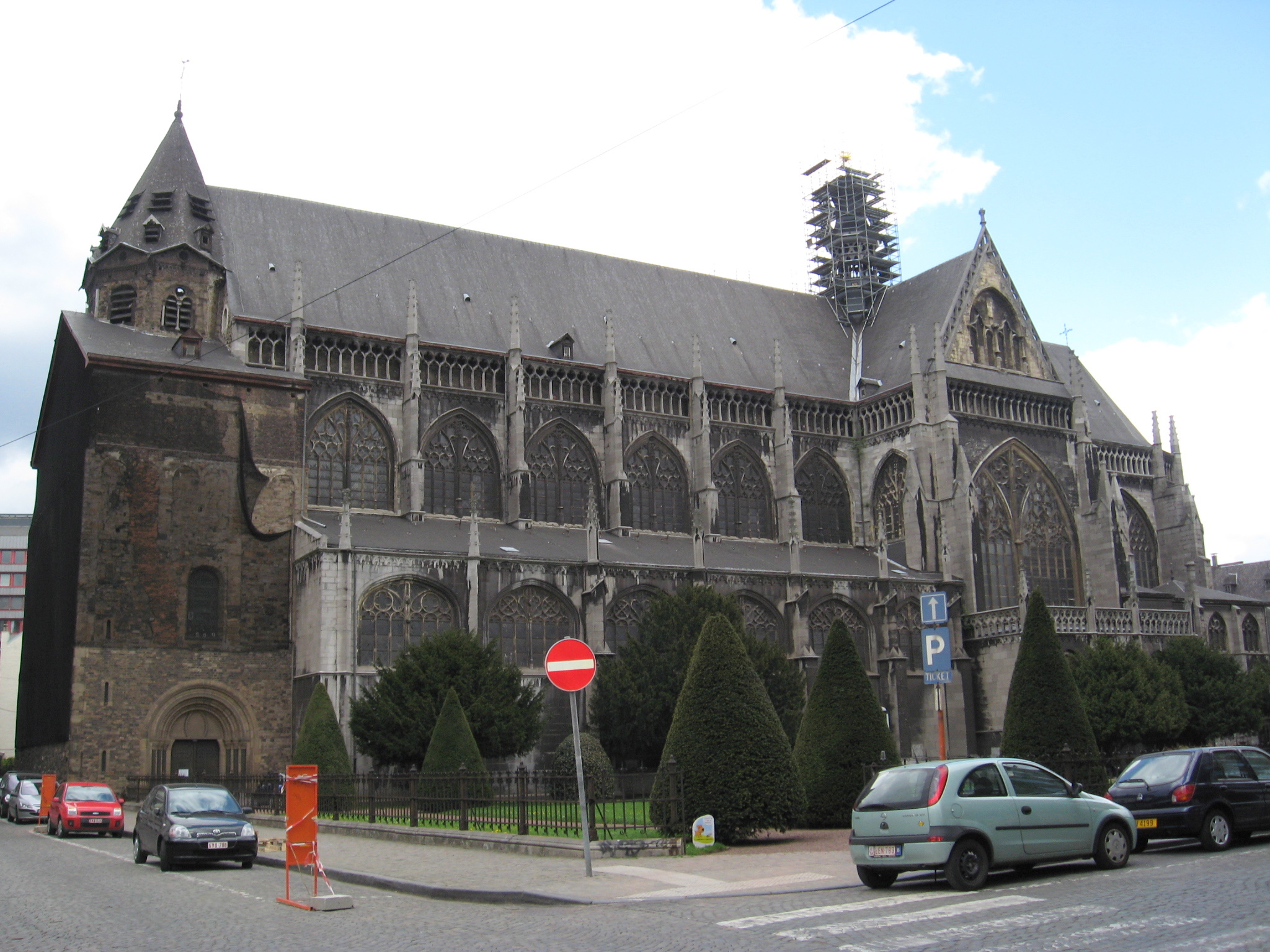

聖雅各伯教堂，全称列日小聖雅各伯教堂，（法語：Église Saint-Jacques-le-Mineur de Liège），是位於比利時城市列日的一座羅馬天主教教堂。聖雅各伯教堂始建於1015年，前身是一座修道院。

## 外部連結
- Site de Fabrice Muller （页面存档备份，存于）
- Visite virtuelle de l'église （页面存档备份，存于）

50°38′13″N 5°34′13″E / 50.6370°N 5.5703°E